# بلو راي
قرص بلو-راي قرص شعاعي أو قرص الأشعة الزرقاء أقراص البلو-راي (بالإنجليزية: Blu-ray Disc أو BD اختصاراً)‏ هو قرص بصري لتخزين البيانات مصمم لتحل محل معيار الدي في دي. تستعمل تقنية الليزر الأزرق الذي يعمل على 405 نانومتر لعملية الكتابة والقراءة ويعتبر أدق من ليزر الأشعة تحت الحمراء المستعمل في الأقراص المضغوطة والليزر الأحمر المستعمل بأقراص دي في دي، فتمكننا من تخزين قدر أكبر من المعلومات في الوجه الواحد تبدأ المساحة التخزينية من 25 جيجا على الطبقة الواحدة أو single-layer و 50 جيجا على الطبقتين أو dual-layer، ويستخدم في بعض الأجهزة مثل البلاي ستيشن 3 الذي طرح في نهاية عام 2006.

## تاريخ
كثافة المعلومات في صيغة دي في دي كانت محدودة بسبب الطول الموجي لليزر ديود المستخدم. بعد التطوير الذي طال أمده، الليزر دايود الأزرق الذي يعمل على 405 نانومتر أصبحت متاحة على أساس الإنتاج.
سوني التي بدأت مشروعين بالتعاون مع فيليبس  تطبيق الدايودات الجديدة: UDO (الترا الكثافة الضوئية)، وDVR الأزرق (جنبا إلى جنب مع بايونير)، تنسيق الأقراص القابلة لإعادة الكتابة التي من شأنها أن تصبح في نهاية المطاف تقنية بلو راي (أكثر تحديدا، BD-RE). هي التقنيات الأساسية لصيغ متشابهة.
تم كشف النقاب عن أول نماذج DVR الأزرق في معرض سيأتيك في أكتوبر 2000 من قبل سوني  تم رفع العلامة التجارية لشعار «القرص الأزرق» في 9 فبراير 2001. في 19 فبراير عام 2002، تم الإعلان عن المشروع رسميا باسم تقنية بلو راي، وتأسست المؤسسون بلو راي القرص من قبل تسعة أعضاء أوليون.
وصل الجهاز الإستهلاكي الأول في المتاجر في 10 أبريل 2003: سوني BDZ-S77، وهو بتكلفة 3800 دولارا (الولايات المتحدة) مسجل BD-RE الذي تم جعله متوفرا فقط في اليابان. ولكن لم يكن هناك أي معيار للفيديو مسجلا مسبقا، ولم يتم الإفراج عن أفلام لهذا المشغل.
أصرت استوديوهات هوليوود أن المشغلات يجب أن تكون مجهزة إدارة الحقوق الرقمية قبل أن تتفرج عن الأفلام للشكل الجديد، وأرادوا نظام DRM الجديد الذي من شأنه أن يكون أكثر أمانا من فشل محتوى نظام التدافع (CSS) المستخدمة في أقراص الفيديو الرقمية DVD.
في 4 أكتوبر، 2004، تم تغيير اسم «المؤسسون G تقنية بلو راي» رسميا إلى جمعية تقنية بلو راي انضم (BDA)، وشركة فوكس للقرن 20 المجلس BDA في الإدارة.
تم الانتهاء من المواصفات المادية G تقنية بلو راي في عام 2004.
في يناير 2005، أعلنت تي دي كاي أنها قد وضعت طلاء فائق الصلابة لكن رقيق جدا ‏ بوليمر لأقراص بلو راي، وكان هذا التقدم التقني الكبير لحماية أكثر صرامة بكثير والمطلوب في السوق الاستهلاكية لحماية الأقراص العارية ضد الخدش والضرر بالمقارنة مع أقراص دي في دي، بينما المطلوب تقنية بلو راي من الناحية الفنية بكثير أن تكون أرق لطبقة ولكن أكثر كثافة وأعلى تردد الليزر الأزرق. الخراطيش، وتستخدم أصلا للحماية من الخدش، لم تعد ضرورية وتم تفكيكها.
تم وضع اللمسات الأخيرة على مواصفات BD-ROM في أوائل عام 2006.
AACS LA كونسورتيوم، تأسست في عام 2004، وقد تم تطوير منصة DRM التي يمكن أن تستخدم لتوزيع الأفلام بشكل آمن للمستهلكين. ومع ذلك، تأخر القياسية AACS النهائي، وتأجلت مرة أخرى عندما أعرب عضو مهم في مجموعة تقنية بلو راي المخاوف. بناء على طلب من الشركات المصنعة للأجهزة الأولية، بما في ذلك توشيبا، وبيونير، وسامسونج، ونشرت في مستوى مؤقت التي لم تشتمل على بعض الميزات، مثل نسخة الإدارة.

## تطور تقنية الشعاع الأزرق (Blu-ray)
طورت عن طريق مجموعة تسمى Blu-ray Disc Association أو BDA وتشمل الشركات الآتية:
Apple Computer، Inc.
Dell Inc.
هوليت-باكارد
Hitachi، Ltd.
LG Electronics Inc.
Matsushita Electric Industrial Co., Ltd.
Mitsubishi Electric Corporation
Pioneer Corporation
Royal Philips Electronics
Samsung Electronics Co., Ltd.
Sharp Corporation
Sony Corporation.
Sun Microsystems, Inc.
TDK Corporation
Thomson Multimedia
Twentieth Century Fox
أفلام والت ديزني
Warner Bros Entertainment

## أنواع اقراص الشعاع الأزرق (Blu-ray)
BD-ROM: فقط للقراءة وسوف تكون للأفلام والألعاب وأسطوانات البرامج وأي مجال فيه حفظ حقوق
BD-R: للتسجيل عليه بصيغة HD الخاصة بالفيديو وكذلك البيانات الخاصة بالحاسب ((الكتابة مرة واحدة فقط))
BD-RE: تستطيع التعديل على البيانات المسجلة يعني يدعم خاصية الكتابة مرة ثانية وثالثة

## مساحة أقراص الشعاع الأزرق (Blu-ray)
25 جيجا للطبقة الواحدة single-layer
50 جيجا للطبقتين dual-layer
ومستقبلاً سوف يكون هناك مساحات تبدأ من 100 جيجا
للطبقة الواحدة نظراً لسهولة إضافة المساحات في القرص

## قدرة الشعاع الأزرق (Blu-ray) على تخزين أفلام الفيديو
بحدود 9 ساعات بصيغة عالية الدقة ((HD ((high-definition
على قرص ذو طبقة واحدة و 23 ساعة بصيغة عادية تسمى ((SD ((standard-definition

## سعة التخزين والسرعة
قرص البلو-راي ذو الجهة الواحدة (التخزين على وجه واحد) يستطيع تخزين أكثر من 25 غيغابايت أو ساعتين من HD-TV صوتا وصورة مشفرا على هيئة MPEG-2، و 50 غيغابايت للقرص ذو الطبقتين أو مايعادل 4 ساعات من بث HD - TV صوتا وصورة.
سرعة النقل هي (x1 == 36Mo/sec) لكن توجد أقراص تدعم (x2 == 72Mo/sec) أقراص البلو-راي متوفرة حاليا وستتبع بأقراص قابلة لإعادة الكتابة حيث تم نسخ أول قرص بلو-راي في نوفمبر 2005 كما توجد مشاريع لأقراص ذات سعة 50 غيغابايت و 100غيغابايت قيد الدراسة. وقد نجح فريق من علماء معهد التقنيات البصرية التابع للجامعة التقنية في العاصمة

صورة توضح الفرق بين حجم الجودة في SHD ،FHD ،SD و UHD

الألمانية برلين في تطوير تقنية جديدة أطلقوا عليها "Microholas" تتيح إمكانية تخزين 500 جيجابايت على إسطوانة واحدة من نوع «دى في دى» أو «بلو راي».
وتعمل هذه التقنية باستخدام الإسطوانة بالكامل كوسيط تخزين عبر بناء خمسة طبقات لدي في دي، فتمكننا تعكس جميعها الضوء بأطوال موجات مختلفة.
1x : يعني أن سرعة نقل البيانات تصل إلى 36 ميغا في الثانية
2x : يعني أن سرعة نقل البيانات تصل إلى 72 ميغا في الثانية
السرعات في الأعلى خاصة بالـ DVD، CD
سرعة نقل البيانات في Blu-ray تعتمد بشكل كلي على سرعة الجهاز الخاص بالـ Blu-ray بحيث لنفرض ان سرعة دوران القرص داخل القارئ تصل إلى 10000 لفة في الثانية فإن سرعة نقل البيانات ستقفز إلى 400 ميغا في الثانية لذلك تجد السرعة على القرص 1x و 2x
وتقوم الاسطوانات التقليدية بتخزين المعلومات بشكل جزئي على السطح وهو ما يساهم في توفير المزيد من مساحات التخزين، كما تتيح التقنية الجديدة إمكانية استخدامها مع الاسطوانات القابلة للنسخ كما يمكن للجهاز القارئ نقل البيانات بسرعة 50 ميجابايت في الثانية. ويتطلع فريق العلماء من أن يتمكنوا من تخزين 1 تيرابايت على الاسطوانات بحلول عام 2010، كما يطمحون للحصول على جهاز قارئ يمكنه العمل بمعدل نقل بيانات يبلغ 200 ميجابايت في الثانية بنهاية عام 2010.
سرعات النقل هي:
1× at 36 Mbps (4.5 MBps)
2× at 72 Mbps (9 MBps)
4× at 144 Mbps (18 MBps)
6× at 216 Mbps (27 MBps)
8× at 288 Mbps (36 MBps)
12× at 432 Mbps (54 MBps)

## تغييرات
تم تحديد قطر البلو-راي ب8 سم ذو جهة تخزين واحدة يتمكن من تخزين 7غيغابايت أي ما يقارب مرة ونصف عن فيديو عالي الوضوحDVD حيث أن هذا الشكل سيكون جيدا للكاميرات الرقمية وأجهزة أخرى، ويتم تخزين البيانات أو الفيديو على هذه الأقراص في تجويفات أو شقوق صغيرة تنطلق بشكل حلزوني من مركز القرص نحو الحواف، ويتولى شعاع الليزر قراءة الجهة المقابلة لهذه الشقوق لتشغيل الفيديو أو قراءة البيانات المخزنة على القرص. وكلما صغر حجم هذه الشقوق كلما زادت كمية البيانات التي يمكن تخزينها على القرص مع زيادة مواكبة لها في دقة الليزر ولذلك فإن الليزر الأزرق له موجة wavelength أقصر لا تتعدى 405 نانومتر (طول موجة الليزر الأحمر 650 نانومتر) تتركز دقة الأشعة الأصغر بدرجة أعلى مما يتيح لها قراءة شقوق صغيرة لا تتعدى بطولها 0,15 ميكرون (µm) وهي أصغر بأكثر من ضعفي تلك الموجودة في أقراص الفيديو دي في دي. كما أن عرض مسارات البيانات track pitch أصبح هنا 0,32 ميكرون بدلاً من 0,74 ميكرون في التقنية القديمة. وبقدرات التصغير هذه أمكن زيادة سعة التخزين بدرجات مضاعفة.
يتميز بلو راي بمعدل نقل بيانات من 36 ميغابت بالثانية مقابل 10 ميغابت بالثانية لأقراص دي في دي.
وتحشر البيانات بين طبقتين (على شكل قرصين يحصل التحام بينهما) من مادة polycarbonate كل منهما بسماكة 0,6 في أقراص دي في دي. يحصل خلل بسيط عند اختراق ليزر القراءة لهما لأنه هناك طبقة تقف بين الليزر والبيانات، ولا توجد هذه المشكلة في أقراص بلو راي التي تعتمد على طبقة واحدة لحفظ البيانات.

## الكوديك التي يدعمها Blu-ray
| MPEG-2                               | MPEG-4 AVC                                                                                             | SMPTE VC-1                |
| ------------------------------------ | --- | ------------------------- |
| نسخة معدلة أو بالإصح محسنة لمعيار HD | معدلة من MPEG-4 وتعتمد على صيغة H.264 والتي بدورها تقوم بضغط ملف الفيديو مع المحافظة على جودته العالية | صيغة خاصة بمايكروسوفت WMV |

## شعاع الأزرق (Blu-ray) تقنية لاتدعم الخدش
في حين كان هناك طلاء يوضع على أقراص التقنيات الأخرى للمحافظة عليها من الخدش لكي لا تضيع البيانات فإن Blu-ray قد وضعت طبقة اسمك مما كان عليه في السابق مما يجعل الخدش أمراً صعباً وكذلك فإن Blu-ray يعتمد على نظام ((تصحيح الخطأ)) مما يجعله حتى بعد الخدش قادر على استرجاع المعلومات التالفة.

## شركات المعتمدة على الـ Blu-ray
أعلنت أكبر سبع أستوديوهات من أصل ثمانية وهي (شركة والت ديزني، شبكة فوكس التلفزيونية، Warner، باراماونت بيكتشرز، سوني، Lionsgate and مترو غولدوين ماير) على الاعتماد على Blu-ray

## نهاية المنافسة بين النظامين
طور قرص البلو-راي من طرف جيه في سي وينتظر أن يصادق عليه تحت اسم Blu-Ray Disc مما يمكن من قراءة أقراص البلو-راي في قارءات الدي في دي العادية، حيث سيخير المشتري بين دقة شاشة عادية أو عالية الجودة تبعا للأجهزة المستعملة حيث أن المستعمل الذي يملك جهاز دي في دي عادي سيشاهد الفيلم مع دقة شاشة عادية
ثم دقة عالية عند شراءه قارئ البلو-راي، وكانت شركة «Wal-Mart» أكبر سلسلة مَتاجر في الولايات المتحدة قد قررت دعم نظام بلو راي أسوة بأكبر ستوديوهات هوليوود.
وفي 18 من شباط / فبراير 2008, قررت شركة توشيبا اليابانية لصناعة الإلكترونيات إعادة النظر في صنع أقراص الدي في دي التي تعمل بنظام أسطوانات الفيديو الرقمية فائقة الدقة، وهذا كفيل بوضع نهاية للتنافس مع شركة سوني التي تعمل بنظام بلو راي. وقد أفادت تقارير قياس معدلات السوق اليابانية أن شركة توشيبا تخطط للتوقف عن صنع أقراص أسطوانات الفيديو الرقمية فائقة الدقة والاعتراف بفوز نظام بلو راي الذي تنتجه سوني.

## أنواع النسخ والفرق بينها
- Cam

هي عبارة عن نسخة تَمّ تصويرها بواسطة الكاميرا المحمولة من السينما وهي أسوأ نسخة من حيث الجودة.
- TELESYNC or TS

أفضل من Cam وهي أيضاً تصوير سينما ولكن في قاعة سينما فارغة أو من غرفة آلة العرض وجودة الصوت أفضل من Cam لأنّه يتمّ تسجيل الصوت من جهاز العرض عن طريق مكان مخصّص لذلك في الكرسي لتوصيل سماعات ضعاف السمع، كما أن كاميرا تصوير الفيديو احترافيّة، كما أنّ نسبة كبيرة من هذه النسخ تكون في الأصل Cam ولكن يعاد تسميتها
- TELECINE or TC

تيليسين هو جهاز سينمائي يقوم بعمل نسخة دجيتال من شريط العرض السينمائي وجودة الصوت والصورة تكون جيّدة جدّاً
- SCREENER or SCR

فيلم منسوخ من شريط فيديو VHS ، وغالباً تكون الصورة بملء الشاشة Full screen ، ويكون هناك شريط أسود أسفل الشاشة لحجب معلومات حقوق الملكية وقد يكون هذا الشريط كبير أو صغير وقد يكون لمدّة قصيرة أو طول مدّة عرض الفيلم وبالنسبة للجودة فقد تكون عالية جدّاً إذا كان الشريط المأخوذ منه الفيلم ماستر Master وقد تكون رديئة جدّاً إذا أخذت من شريط عادي مستهلك
- WORKPRINT or WP

هي نسخة لفيلم ما زال في مرحلة الإنتاج ولم ينتهي تصويره ولذلك يكون هناك بعض المشاهد والموسيقي ناقصة في هذة النسخة كما أنّ الجودة تتراوح ما بين ممتازة وضعيفة جدّاً
- DVD-SCREENER or DVDscr

نسخة ذات جودة عالية جدّاً DVD ولكن قد يكون بها بعض اللقطات بالأبيض والأسود كما يكون هناك كتابة عن حقوق الملكية أسفل الشاشة في بعض المشاهد ولا تُغطّىٰ بشريط أسود وهي اسطوانات مخصّصة للتّحكيم في مسابقات ومهرجانات الأفلام كما يتمّ توزيعها علىٰ عدد من النّقّاد ولكن يتمّ تسريبها
- Watermarks

نسخة فيلم (غالباً آسيوي) تحمل علامة مائية للمجموعة المصدرة للنسخة في أحد أركان الشاشة
- DivX Re-Enc

هي نسخة فيلم مأخوذة من فيديو سي دي وتمّ تشفيرها بكوديك معيّن هو هنا DivX لتصغير مساحة الفيلم غالباً 200 MB والمجموعات الّتي تصدرها هي SMR و TND وغالباً توجد علىٰ برامج المشاركة P2P وليس التورنت وفي الغالب لا تستحق التحميل
- VHSRip

نسخة مأخوذة أيضاً من شريط فيديو VHS مؤجّر
- R5.. R4.. R3.. R2

هي نسخ ال DVD التي تطرح غالباً في الشرق الأقصى (روسيا.. وغيرها) وتضاهي جوده الصورة نسخة ال DVD... ولكن غالباً ما يكون الصوت فيها مدمج بصوت روسي... أو غير إنجليزي... فيضطر واضع النسخة إلى دمج صوت النسخة ال CAM أو TS الإنجليزي... لذلك يكون الصوت في هذه النسخة غالباً سيّئ.. لاحظ التسمية تأتي بحسب المنطقة ونسخ ال DVD يطلق عليها R1
- DVDRip

و هي النسخ المأخوذة من اسطوانة DVD نهائية مطروحة للبيع في الأسواق وقد تطرح هذة النسخة في السوق وهذة النسخة تظهر في الغالب بعد 3 - 6 أشهر من نزول الفيلم الرسمي في السينما..
- DVD-R

و هي اسطوانة DVD للفلم يقوم بطرحها مثلما هي من غير تغيير جاهزة للحرق والمعروف ان اسطوانات الأفلام غالباً ما يأتي معها تعليقات عن الفيلم وترجمات وممكن قائمة وأيضاً مشاهد لتصوير الفلم... يكون حجم هذه النسخ غالباً 4.3 جيجابايت
و الابعاد فيها 480p
- BDRip

و هنا القروب أو المجموعة تقوم بعملية التعديل من اسطوانة ال BluRay.. ولكن تستخدم كودك ال DivX.. ويستخدم هذا النوع غالباً عندما يكون لدى المجموعة اسطوانة البلوراي قبل اسطوانة DVD... وتسخدمة غالباً مجموعات ال Scene مثلما ذكرت عندما تتأخر اسطوانة DVD
- TVRip

نسخة ماخوذة من التلفزيون وغالبا ما تكون مسلسلات أو مصارعة
- HDTV

و هي نسخ الأفلام أو المسلسلات... المأخوذه من التلفزيون..
و HD تعني عالي الجودة (High definition) ومعظم القنوات التلفزونيه اليوم تخصص قنوات HD وتتطلب نوع خاص من التلفزيونات لعرضها بشكل مناسب..
و غالباً ما يستخدم هذا النوع من الريب في حلقات المسلسلات الاجنبيه والتي تعرض فقط على التلفزيون
أو في الحصول على افلام عالية الجودة.. ولكنها لم تنزل للاسواق باسطوانات بلوراي أو DVD عالي الجودة فيتم تسجيلها من التلفزيون والحصول على جوده عالية
- Blu-Ray.. HDDVD

و هي النسخ المأخوذه من اسطوانات DVD عالية الجودة HDDVD أو اسطوانات Blu-Ray وغالباً ما يستخدم الريبر كودك ال x264 للمحافظة على الجودة وتقليل الحجم نسبياً ولكن هذه النسخ تكون احجامها كبيره مقارنه بغيرها... فقد تترواح بين 2.9 جيجا لمسلسلات الكروتون والانميشن للحلقة الواحدة.. و 4.36 أو 7.9 جيجا للمسلسلات العادية للحلقة الواحدة.. وتصل إلى 13 قيقا لأفلام 1080p... ولكن في المقابل وضوح الفلم ودقة التفاصيل تكون ممتازه جداً
- وهناك نوعين من الـ ripping

720p... وتكون جوده الصورة بمقاسات 1280x550
و حجمها يتراوح بين 4 - 8 جيجا
1080p... وتكون الصورة بمقاسات 1920x800
و حجمها يترواح بين 4 -40 جيجا
[ ملاحظه:: لتشغيل مثل هذه الافلام على جهاز الكمبيوتر.. تتطلب مواصفات عالية... لكرت الشاشة.. والرامات.. وأيضاً شاشة العرض ]
- BDRip.. HDRip

و هو نوع ظهر مؤخراً يقوم الريبر بالتعديل من نسخ الفلم ال Blu-Ray (في حالة BRRip) أو نسخ الفلم DVD HD (في حالة ال HDRip) وفي كلا الحالتين يقوم ال ripper باستخدام كودك ال DviX (غالباً) وبالتالي فامتداد الفلم يكون avi.. وتكون الصورة عالية الجودة بحجم معقول نسبياً يترواح بين 1.4 إلى 3 جيجا
و الابعاد المستخدمة غالباً لهذه النسخ هي
480p... وتكون الصورة بابعاد 720x300
و حجمها يترواح بين 1 - 2 جيجا

## الفرق بين ال BDRip وال BRRip
| BDRip                                                             | BRRip                                                                           |
| ----------------------------------------------------------------- | ------------------------------------------------------------------------------- |
| هي نسخ تم تكويدها بأكواد XVID من إسطوانة Blu-Ray مباشرةوهي الأفضل | هي نسخ تم تكويدها بأكواد XVID أيضا ولكن من نسخ Blu-ray مثال (ملفات 1080p *.mkv) |